# يان إيلفيست
يان إيلفيست Jaan Ehlvest (ولد في 14 أكتوبر 1962) لاعب شطرنج أمريكي يحمل لقب أستاذ كبير.

## حياته
- ولد في إستونيا التي كانت ضمن الاتحاد السوفييتي. وهاجر إلى الولايات المتحدة في عام 2006.

## إنجازات
- فاز ببطولة إستونيا للشطرنج عام 1986.
- كان ضمن قائمة أفضل عشرة لاعبين على مستوى العالم في الفترة من يوليو 1990 إلى يوليو 1991، وكان المصنف الخامس في يناير 1991.
- فاز ببطولة الاتحاد السوفييتي للشباب عام 1980، وبطولة أوروبا للشباب 1983، ودورة نيويورك المفتوحة 1994.
- فاز ببطولة بان أميركا القارية للشطرنج عام 2008.

## ألقاب
- حصل على لقب أستاذ كبير عام 1987.

## تصنيف
- بلغ تصنيف إيلو 2536 نقطة في يناير 2018.

## روابط خارجية
- يان إيلفيست على موقع الاتحاد الدولي للشطرنج (الإنجليزية)
- يان إيلفيست على موقع مباريات الشطرنج (الإنجليزية)
- يان إيلفيست على موقع 365Chess.com (الإنجليزية)
- يان إيلفيست على موقع Chesstempo.com (الإنجليزية)
- يان إيلفيست على موقع الاتحاد الأمريكي للشطرنج (الإنجليزية)
- يان إيلفيست سجل أولمبياد الشطرنج على موقع OlimpBase.org (الإنجليزية)